# Acaudina pellucida
Acaudina pellucida is een zeekomkommer uit de familie Caudinidae.
De wetenschappelijke naam van de soort werd in 1867 gepubliceerd door Karl Semper.